# 奧希阿納冰原島峰
65°8′S 59°48′W / 65.133°S 59.800°W
奧希阿納冰原島峰（英語：Oceana Nunatak）是南極洲的冰原島峰，位於葛拉漢地的奧斯卡二世海岸，屬於錫爾冰原島峰的一部分，處於羅伯特森島的西北角，由挪威探險隊發現，現時由南極條約體系管理。